# Kolevka civilizacije
Kolevka civilizacije je lokacija gde se civilizacija pojavila. Sadašnje gledište je da nije postojala jedna „kolevka”, već nekoliko civilizacija koje su se razvijale nezavisno, pri čemu se Plodni polumesec (stari Egipat, Mesopotamija), drevna Indija i drevna Kina smatraju najranijim. Stepen u kome je postojao značajan uticaj između rane civilizacije Bliskog istoka i one istočne Azije (Daleki istok) je sporan. Učenjaci prihvataju da su civilizacije Mezoamerike, uglavnom u modernom Meksiku, i Norte Čiko, u severno-centralnom primorskom regionu Perua, nastale nezavisno od onih u Evroaziji.
Naučnici su civilizaciju definisali koristeći razne kriterijume kao što su upotreba pisanja, gradova, klasnog društva, poljoprivrede, stočarstva, javnih zgrada, metalurgije i monumentalne arhitekture. Izraz kolevka civilizacije često se primenjivao na razne kulture i područja, posebno drevni bliskoistočni eneolit (ubaidski period) i Plodni polumesec, drevnu Indiju i drevnu Kinu. Termin je korišten i u drevnoj Anatoliji, Levantskoj i Iranskoj visoravni, a koristio se i za označavanje prethodničkih kultura, poput drevne Grčke kao prethodnika Zapadne civilizacije, čak i kada se takva mesta ne smatraju nezavisnim civilizacijskim razvojem, kao i u okviru nacionalne retorike.

## Istorija ideje
Koncept „kolevka civilizacije” je predmet mnogih rasprava. Figurativna upotreba kolevke za značenje „mesta ili regiona za nešto što se neguje ili štiti tokom rane faze razvoja” može se pratiti preko engleskog Oksfordskog rečnika do Spensera (1590). U Drevnoj istoriji Šarla Rolena (1734) je navedeno „Egipat je isprva služio kao kolijevka svete nacije”.
Izraz „kolevka civilizacije” igra određenu ulogu u nacionalnom misticizmu. On je korišten u istočnoj, kao i zapadnoj kulturi, na primer, u indijskom nacionalizmu (U potrazi za kolevkom civilizacije 1995) i kineskom nacionalizmu (Kolevka civilizacije 2002). Ovaj izraz se takođe pojavljuje u ezoteričnoj pseudohistoriji, poput Urantijske knjige, koja tvrdi da je naslov za „drugi Eden”, ili pseudoarheologiji koja se odnosi na megalitsku Britaniju (Civilizaciju jedan 2004, Drevna Britanija: Kolevka civilizacije 1921).

## Uspon civilizacije
Najraniji znakovi procesa koji vode ka sedentarnoj kulturi mogu se primetiti u Levantu već od 12.000. p. n. e., kada je natufijska kultura postala sedentarna; ona se razvila u poljoprivredno društvo do 10.000. p. n. e.. Primetan je značaj vode za očuvanje obilne i stabilne opskrbe hranom, putem stvaranja povoljnih uslova za lov, ribolov i prikupljanje resursa, uključujući žitarice. Time je omogućena inicijalna ekonomija širokog spektra koja je podstakla stvaranje stalnih sela.
Najstarija protourbana naselja sa nekoliko hiljada stanovnika pojavila su se u neolitu. Prvi gradovi u kojima je obitavalo nekoliko desetina hiljada žitelja bili su Memfis i Uruk. Oni su nastali do 31. veka p. n. e..
Istorijska vremena se razdvajaju od praistorijskih vremena kada se „zapisi o prošlosti počinju voditi u korist budućih generacija”; koji mogu biti u pisanom ili usmenom obliku. Ako se uzme da se uspon civilizacije poklapa sa razvojem pisanja, bliskoistočni eneolit, prelazni period između neolita i bronzanog doba tokom IV milenijuma pne i razvoj prototipskog pisanja u Harapi u dolini Inda u južnoj Aziji oko 3300. godine p. n. e. najraniji su slučajevi. Oni su praćeni kineskim proto zapisima koji su se razvili u zapise na oklopima kornjača, i ponovo pojavom mezoameričkih sistema pisanja od oko 900. p. n. e.
U odsustvu pisanih dokumenata, većina aspekata uspona ranih civilizacija sadržana je u arheološkim procenama koje dokumentuju razvoj formalnih institucija i materijalne kulture. „Civilizovani” način života je ultimatno povezan sa uslovima koji proizilaze gotovo isključivo od intenzivne poljoprivrede. Gordon Čajld je definisao razvoj civilizacije kao rezultat dve uzastopne revolucije: neolitska revolucija, pokretanje razvoja naseljenih zajednica, i urbana revolucija, koja je pojačala tendencije ka gustim naseljima, specijalizovanim okupacionim grupama, društvenim klasama, eksploataciji viškova, monumentalnim javnim građevinama i pisanju. Mali broj ovih uslova, međutim, konzistentno je poduprt zapisima: gusta naselja nisu bila norma u Starom kraljevstvu Egipta i nisu bila prisutna na području Maja; Inkama je potpuno nedostajalo pisanja; a često je monumentalna arhitektura prethodila bilo kakvim naznakama naselja. Na primer, u današnjoj Luizijani, istraživači su utvrdili da su se kulture koje su uglavnom bile nomadske organizovale da bi izgradili zemljane humke u sezonskim naseljima već oko 3400. godine p. n. e.. Umesto uzastopnog niza događaja i ostvarivanja preduslova, uspon civilizacije mogao bi se podjednako pretpostaviti i kao ubrzani proces koji je započet početnom poljoprivredom i kulminirao u orijentalnom bronzanom dobu.

## Literatura
- Samuel Noah Kramer (1959). Anchor Paperback. Doubleday Anchor Books.
- Samuel Noah Kramer (1969). Cradle of Civilization. Little Brown & Co. ISBN 978-0-316-32617-9.
- Georg Feuerstein (2001). In Search of the Cradle of Civilization. Quest Books. ISBN 978-0-8356-0741-4.
- Ethel Hofflund (2001). The Cradle of Civilization (Lifepac History & Geography Grade 6). Alpha Omega Publications. ISBN 978-0-86717-552-3.
- Pollock, Susan (1999). Ancient Mesopotamia: The Eden that Never Was. New York: Cambridge University Press. ISBN 978-0-521-57334-4.
- Redford, Donald B (1992). Egypt, Canaan, and Israel in Ancient Times. Princeton: University Press. стр. 6.
- Zvelebil, M. (1986). Hunters in Transition: Mesolithic Societies and the Transition to Farming. Cambridge, UK: Cambridge University Press. стр. 5—15, 167—188.
- Bellwood, P. (2005). First Farmers: The Origins of Agricultural Societies. Malden, MA: Blackwell.
- Dokládal, M.; Brožek, J. (1961). „Physical Anthropology in Czechoslovakia: Recent Developments”. Current Anthropology. 2 (5): 455—477. doi:10.1086/200228.
- Zvelebil, M. (1989). „On the transition to farming in Europe, or what was spreading with the Neolithic: a reply to Ammerman (1989)”. Antiquity. 63 (239): 379—383. doi:10.1017/S0003598X00076110.
- Parpola, Asko (2005). „Study of the Indus script”. Transactions of the 50th International Conference of Eastern Studies (PDF). Tokyo: The Tôhô Gakkai. стр. 28—66..
- Bogucki, Peter (2007). „Copper Age of Eastern Europe”. The Atlas of World Archaeology. London: Sandcastle Books. стр. 66..
- Evans, John (1897). The Ancient Stone Implements, Weapons and Ornaments of Great Britain. London: Longmans, Green, and Company. стр. 197..
- Hogan, C. Michael (2007), Los Silillos, The Megalithic Portal, ed. A. Burnham
- Miles, David (2016). The Tale of the Axe: How the Neolithic Revolution Transformed Britain. London, UK: Thames & Hudson. ISBN 978-0-500-05186-3.
- Pleger, T. C. (2002). „A Brief Introduction to the Old Copper Complex of the Western Great Lakes: 4000-1000 BC”. Proceedings of Twenty-seventh Annual Meeting of Forest History Association of Wisconsin. Oconto, Wisconsin: Forest History Association of Wisconsin.
- Possehl, Gregory L (1996). „Mehrgarh”.  Ур.: Brian Fagan. Oxford Companion to Archaeology. Oxford University Press.

## Spoljašnje veze
- „The Rise Of Civilization In The Middle East And Africa”. History-world.org. Архивирано из оригинала 7. 3. 2009. г. Приступљено 18. 4. 2009.